# دمبل‌ها (فیلم)
دمبل‌ها (به انگلیسی: Dumbbells) یک فیلم کمدی آمریکایی به کارگردانی کریستوفر لیوینگستون و نویسندگی برایان درولت و هویت ریچاردز است که در سال ۲۰۱۴ منتشر شد. از بازیگران آن می‌توان به برایان درولت، میرچا مونروو، جلیل ویت، تایلور کول، جی مهر، توماس آرنلد و اَندی میلوناکیس اشاره کرد.

## داستان
«کریس لانگ» یک مربی سابق بسکتبال اتحادیه ملی ورزش دانشگاهی است که وقتی مالک جدید باشگاه او، «جک» نقشه مفیدی برای تبدیل پررونق کردن این کسب و کار نشان او می‌دهد، هدف جدیدی پیدا می‌کند. هنگامی که همکاران کریس در برابر این راه جدید مقاومت می‌کنند، او و جک حالت غیرمنتظره‌ای را ایجاد می‌کنند که به آن‌ها اجازه می‌دهد با شیاطین گذشته خود مواجه شوند و در نهایت، آینده باشگاه را نجات دهند.

## بازخورد
راتن تومیتوز بر اساس بررسی ۷ منتقد از این فیلم به ۱۴٪ امتیاز رسید.

دوبله فرانسوی فیلم کیفیت بسیار پایین و بدی داشت، زیرا توسط بازیگران تازه‌کار در آفریقای جنوبی دوبله شده بود.نت‌فلیکس با درخواست استودیوی دوبله فیلم تیرا ، به دریافت رای منفی فیلم واکنش نشان داد.